# “D” Is for Dubby – The Lustmord Dub Mixes
“D” Is for Dubby – The Lustmord Dub Mixes es un álbum de remixes de Puscifer, banda liderada por Maynard James Keenan, cantante también de los conjuntos Tool y A Perfect Circle.

## Lanzamiento
Fue lanzado el día 17 de octubre de 2008. “D” Is for Dubby – The Lustmord Dub Mixes contiene nueve “dub remixes” de canciones del álbum “V” Is for Vagina, todas ellas fueron remixadas por el músico Lustmord.
El día 31 de octubre de 2009, fue lanzada a la venta una versión extendida de “D” Is for Dubby – The Lustmord Dub Mixes, sólo puede ser adquirida vía digital a través de amazon.com. Esta edición contiene dos canciones más: “Queen D.” y “Under Dub”. La versión de amazon.com de este álbum posee los temas remasterizados por Lustmord..

## Lista de canciones
| CD  |                           |          |  |
| N.º | Título                    | Duración |  |
| 1.  | «Bone Dub»                | 5:49     |  |
| 2.  | «Children of Dub»         | 7:12     |  |
| 3.  | «DoZo Dub»                | 4:58     |  |
| 4.  | «Dub v2.02»               | 7:24     |  |
| 5.  | «Dub With Power»          | 4:50     |  |
| 6.  | «Momma Dubbed Part 1 & 2» | 7:39     |  |
| 7.  | «Sour Dub»                | 6:49     |  |
| 8.  | «Trekka Dub»              | 5:01     |  |
| 9.  | «Vagina (Version)»        | 8:52     |  |

| Edición de amazon.com |             |          |  |
| N.º                   | Título      | Duración |  |
| 1.                    | «Queen D.»  | 5:44     |  |
| 2.                    | «Under Dub» | 6:53     |  |